# Freemanichthys
Freemanichthys is een monotypisch geslacht van straalvinnige vissen uit de familie van harnasmannen (Agonidae).

## Soort
- Freemanichthys thompsoni Jordan & Gilbert, 1898